# 四季リゾーツ
株式会社四季リゾーツ（しきリゾーツ）は、日本の宿泊施設を運営する企業。
温泉観光地にある経営受託した企業保養所や、提携したホテルの部屋を、一泊朝食付き一律5000円（日帰り温泉利用は一律1000円）の格安料金で提供する四季倶楽部（しきくらぶ）事業を展開している。

## 沿革
- 2001年2月 三菱地所の社内ベンチャー事業として株式会社四季リゾーツを設立。
- 2001年5月 四季倶楽部「フォレスト箱根」をオープン。以降、四季倶楽部ブランドの宿泊施設を全国各地にオープンする。

## 運営施設
※は提携施設

### 東北
- 八幡平ライジングサンホテル（岩手県八幡平市）※
- 愛真館（岩手県盛岡市）※
- エンゼルフォレスト那須白河（福島県天栄村）※

### 関東
- ベルフォーレ那須（栃木県那須町）
- アイソネット草津（群馬県草津町）
- プレーゴ葉山（神奈川県葉山町）

### 甲信越
- NASPAニューオータニ（新潟県湯沢町）※
- 文化北竜館（長野県飯山市）※
- ホワイトイン北志賀（長野県山ノ内町）※
- ホテル星川館（長野県山ノ内町）※
- 黒姫ライジングサンホテル（長野県信濃町）※
- ヴァンベール軽井沢（長野県軽井沢町）
- 八ヶ岳エレガンス（長野県富士見町）
- ホテル古柏園（山梨県笛吹市）※

### 箱根
- フォレスト箱根（仙石原）
- 箱根和の香（仙石原）
- 箱根星の家（宮城野）
- 強羅彩香（強羅）
- 箱根仙泉閣（小涌谷）
- ヴィラ箱根80（宮ノ下）
- 箱根スタイル（姥子）

### 熱海
- 熱海望洋館（桃山町）
- 熱海青青荘（西山町）
- シオン熱海（小嵐町）

### 東海
- 飛騨高山荘（岐阜県高山市）

### 近畿
- 奥琵琶湖マキノグランドパークホテル（滋賀県高島市）※
- 京都加茂川荘（京都市）
- 神戸メリケンパークオリエンタルホテル（神戸市）※

### 中国・四国
- ゆのごう美春閣（岡山県美作市）※
- 鷲羽山下電ホテル（岡山県倉敷市）※
- オーキドホテル（香川小豆島）※
- ホテルサンシャイン徳島（徳島県徳島市）※

### 九州
- ホテル長崎（長崎市）※
- i+Land nagasaki（長崎市伊王島）※
- ホテルサンバリー（大分県別府市）※
- ホテルサンバリーアネックス（大分県別府市）※
- ゆの香湯布院（大分県由布市湯布院町）
- ホテルジェイズ日南リゾート（宮崎県北郷町）※

## テレビ番組
- 日経スペシャル カンブリア宮殿 日本の旅行を変えろ！！ 一泊5250円の"最強宿"（2012年6月21日、テレビ東京）[2]